# توغو (فلم)
توغو (بالإنجليزية: Togo) هو فيلم دراما تاريخي مغامرات أمريكي أخرجه إيركسون كور. شارك كل من ويليم دافو وجوليان نيكلسون وكريستوفر هيريردال ومايكل غاستون ومايكل ماكلهاتون، مايكل جرايايايس وتوربيورن هار وشون بنسون في تمثيل شخصياته. صدر الفيلم أولا على منصة ديزني+ في 20 ديسمبر 2019.

## روابط خارجية
- مقالات تستعمل روابط فنية بلا صلة مع ويكي بيانات